# Zeke Jones
Larry Lee „Zeke“ Jones (* 12. Februar 1966 in Ypsilanti, Michigan) ist ein ehemaliger US-amerikanischer Ringer. Er wurde 1991 Weltmeister und gewann 1992 eine Silbermedaille im freien Stil im Fliegengewicht.

## Werdegang
Animiert von seinem Bruder Johnny, der erfolgreicher Ringer an der Iowa State University war, begann er schon mit 6 Jahren mit dem Ringen. An der Scarlett Middle School in Ann Arbor, Michigan, die er besuchte, wurde er von James Bryant trainiert. Nach dem Besuch der Huron High School in Ann Arbor nahm er ein Studium an der Iowa State University auf. Dort wurde er von Tom Davids und Ernie Gillum trainiert. 1986 wurde er US-amerikanischer Junioren-Meister im Fliegengewicht. 1989 erhielt er eine Stelle als Assistenz-Trainer an der Iowa State University. Er beteiligte sich auch an den US-amerikanischen Studentenmeisterschaften (NCAA-Championships). Dabei belegte er im Jahre 1989 den 4. Platz und im Jahre 1990 den 2. Platz im Fliegengewicht, jeweils im freien Stil, dem Stil, dem er sich ausschließlich widmete.
1989 wurde er auch Mitglied des renommierten US-amerikanischen Ringerclubs Sundkist Kids, wo Bobby Douglas sein Trainer wurde. Jones wurde 1989 erstmals US-amerikanischer Meister im Fliegengewicht. Diesen Erfolg wiederholte er in den Jahren 1990, 1991, 1993, 1994 und 1997.
Die internationale Karriere von Zeke Jones begann mit einem 2. Platz bei der Junioren-Weltmeisterschaft 1986 (Espoirs) im Fliegengewicht. Diese Karriere ging dann erst 1989 weiter, als er, nach dem Gewinn seiner ersten USA-Meisterschaft, bei den Panamerikanischen Meisterschaften in Colorado Springs eingesetzt wurde. Er unterlag dort im Fliegengewicht dem Kubaner Alfonso Leyva und kam auf den 2. Platz. 1989 und 1990 startete er auch bei den Weltmeisterschaften in Martigny/Schweiz und in Tokio. In Martigny belegte er den 7. Platz, und in Tokio verfehlte er mit dem 4. Platz knapp eine Medaille.
1991 kam Zeke Jones bei den Panamerikanischen Spielen in Havanna hinter Carlos Valera Gonzales, Kuba und Bernardo Olvera Gonzalez, Mexiko auf den 3. Platz. Umso erstaunter war die Fachwelt, als sich bei der Weltmeisterschaft dieses Jahres in Warna ein ganz anderer Zeke Jones vorstellte. Er war dort in hervorragender Form und besiegte im Endkampf Walentin Jordanow aus Bulgarien, der bis dahin schon viermal Weltmeister gewesen war. Er wurde damit neuer Titelträger vor Jordanow, Wladimir Togusow aus der Ukraine und Constantin Corduneanu aus Rumänien.
Bei den Olympischen Spielen 1992 in Barcelona siegte Zeke Jones über Boutchich Choukri, Tunesien, Alfonso Leyva, Constantin Corduneanu, Mitsuru Satō aus Japan, den Olympiasieger von 1988 und Kim Sun-hak aus Südkorea. Im Kampf um die olympische Goldmedaille war er aber gegen den Nordkoreaner Li Hak-Son chancenlos, denn dieser besiegte ihn klar mit 8:1 technischen Punkten.
Bei der Weltmeisterschaft 1993 in Toronto erreichte er den 4. Platz. Gegen welchen Ringer er dabei verlor und deswegen nicht in die Medaillenränge kam, ist wegen der schlechten Quellenlage jener Jahre nicht auszumachen. Das Gleiche gilt in ähnlicher Form für die Weltmeisterschaften 1994 in Istanbul, wo er nur den 14. Platz belegte, 1995 in Atlanta, wo er auf den 3. Platz kam. Einzelergebnisse über diese Meisterschaften sind nicht einmal in der Fachzeitschrift Der Ringer enthalten, sondern es wird nur die Ergebnisliste mit den Plätzen 1 bis 10 wiedergegeben. Bei der Weltmeisterschaft 1997 in Krasnojarsk verlor Zeke Jones seinen ersten Kampf gegen Jun Ju Dong aus Nordkorea, danach siegte er über Jose Manuel Restrepo Gonzales aus Kolumbien und Nazim Alidjanow aus Moldawien. Eine weitere Niederlage gegen Iwan Zonow warf ihn aber aus dem Wettbewerb. Er wurde schließlich Elfter.
1995 gewann Zeke Jones noch bei den Panamerikanischen Spielen in Mar del Plata im Fliegengewicht vor Carlos Valera Gonzales und Selwyn Tam aus Kanada. An den Olympischen Spielen 1996 in Atlanta nahm er aus unbekannten Gründen nicht teil.
Nach Beendigung seiner Laufbahn als aktiver Ringer, in der er hauptsächlich durch seine überragenden Techniken zu seinen Erfolgen kam,  übernahm er eine ganze Reihe von Trainerämtern. Er war mehrmals Haupt-Trainer oder Assistenz-Trainer der US-amerikanischen Freistil-Mannschaft bei Olympischen Spielen und Weltmeisterschaften. Er war auch Trainer an verschiedenen Universitäten. Seit 2008 ist er wieder Haupttrainer des US-amerikanischen Freistilteams.

## Internationale Erfolge
| Jahr | Platz  | Wettbewerb                                          | Gewichtskl. | Ergebnis |
| ---- | ------ | --------------------------------------------------- | ----------- | --- |
| 1986 | 2.     | Junioren-WM (Espoirs)                               | Fliegen     | |
| 1986 | 2.     | Welt-Cup in St. Johns/Kanada                        | Fliegen     | hinter Bagaudin Mamajew, UdSSR, vor Gabriel Gonzalez, Kuba |
| 1989 | 2.     | Pan Amerikanische Meisterschaft in Colorado Springs | Fliegen     | hinter Alfonso Levya, Kuba, vor Victor Diaz, Peru |
| 1989 | 7.     | WM in Martigny/Schweiz                              | Fliegen     | Sieger: Walentin Jordanow, Bulgarien vor Wladimir Togusow, UdSSR und Majid Torkan, Iran                                                                        |
| 1990 | 3.     | Goodwill-Games in Seattle                           | Fliegen     | hinter Walentin Jordanow u. Sergei Sambalow, UdSSR |
| 1990 | 4.     | WM in Tokio                                         | Fliegen     | hinter Majid Torkan, Walentin Jordanow u. Aslan Ağayev, UdSSR                                                                                                  |
| 1991 | 1.     | Welt-Cup in Toledo/USA                              | Fliegen     | vor Kim Sun-hak, Südkorea, Sergei Sambalow, UdSSR u. Alfonso Leyva                                                                                             |
| 1991 | 3.     | Pan Amerikanische Spiele in Havanna                 | Fliegen     | hinter Carlos Valera Gonzales, Kuba u. Bernardo Olvera Gaonzalez, Mexiko                                                                                       |
| 1991 | 1.     | WM in Warna                                         | Fliegen     | vor Walentin Jordanow, Wladimir Togusow, Constantin Corduneanu, Rumänien u. Mitsuru Satō, Japan                                                                |
| 1992 | Silber | OS in Barcelona                                     | Fliegen     | mit Siegen über Boutchich Choukri, Tunesien, Alfonso Leyva, Constantin Corduneanu, Mitsuru Satō u. Kim Sun-hak u. einer Niederlage gegen Li Hak-Son, Nordkorea |
| 1993 | 1.     | Welt-Cup in Chattanooga                             | Fliegen     | vor German Kontojew, Russland u. Greg Woodcroft, Kanada |
| 1993 | 4.     | WM in Toronto                                       | Fliegen     | hinter Walentin Jordanow, Gholamreza Mohammadi, Iran u. Sergei Sambalow, vor Carlos Valera Gonzales                                                            |
| 1994 | 1.     | Welt-Cup in Edmonton                                | Fliegen     | vor Mevlana Kulac, Alexei Warlamow, Russland u. Gholamreza Mohammadi                                                                                           |
| 1994 | 1.     | Goodwill-Games in Sankt Petersburg                  | Fliegen     | vor Ali Khosrownejad, Iran, Iwan Zonow u. Armen Simonjan, Armenien                                                                                             |
| 1994 | 14.    | WM in Istanbul                                      | Fliegen     | Sieger: Walentin Jordanow vor Namig Abdullajew, Aserbaidschan u. Gholamreza Mohammadi                                                                          |
| 1995 | 1.     | Pan Amerikanische Spiele in Mar del Plata           | Fliegen     | vor Carlos Valera Gonzales u. Selwyn Tam, Kanada |
| 1995 | 1.     | Welt-Cup in Chattanooga                             | Fliegen     | vor Gholamreza Mohammadi u. Tschetschenol Mongusch, Russland                                                                                                   |
| 1995 | 3.     | WM in Atlanta                                       | Fliegen     | hinter Walentin Jordanow u. Gholamreza Mohammadi, vor Namig Abdullajew u. Wladimir Togusow                                                                     |
| 1997 | 11.    | WM in Krasnojarsk                                   | Fliegen     | nach Niederlage gegen Jin Ju Dong, Siegen über Jose Manuel Restrepo Gonzalez, Kolumbien u. einer weiteren Niederlage gegen Iwan Zonow                          |

Erläuterungen
- alle Wettbewerbe im freien Stil
- OS=Olympische Spiele
- Fliegengewicht, Gewichtsklasse bis 52 kg Körpergewicht (bis 1996), von 1997 bis 2001 bis 54 kg Körpergewicht